# Kalulushi
Kalulushi – miasto w północnej Zambii, w Prowincji Pasa Miedzionośnego, w zespole miejskim Kitwe. Około 100 tys. mieszkańców.
W mieście rozwinął się przemysł spożywczy, drzewny, chemiczny oraz metalowy.